# Ливнат, Лимор
Лимор Ливнат (ивр. לימור לבנת‎, родилась 22 сентября 1950 года) — израильский политический и государственный деятель, министр связи Израиля, министр образования Израиля, министр культуры и спорта Израиля, бывший депутат Кнессета от партии Ликуд.

## Биография
Лимор Ливнат родилась в Хайфе в 1950 году, в семье бойца Лехи Азриэля Ливната (Вайса) и певицы Шуламит Ливнат, в прошлом служившей в Пальмахе. Училась на факультете еврейской литературы в университете Тель-Авива, но учёбу не закончила.
В прошлом исполняла обязанности председателя всемирного движения Ликуд. Она также является членом лобби в поддержку прав женщин и движения «Шорашим».
Лимор Ливнат была включена в список партии Ликуд перед выборами в Кнессет 12-го созыва, но стала депутатом лишь в конце его каденции (14 апреля 1992 года). С тех пор она является депутатом Кнессета непрерывно.
Лимор Ливнат была председателем парламентской комиссии по продвижению статуса женщины, подкомиссии по представительству женщин в различных структурах и в комиссии по проверке случаев убийства женщин. Кроме того, Лимор Ливнат являлась членом парламентской комиссии по труду, благосостоянию и здравоохранению и финансовой комиссии Кнессета.
Лимор Ливнат — жительница Тель-Авива, разведена, мать двоих детей.

## Деятельность на посту министра связи
В 1996—1999 гг. была министром связи в первом правительстве Биньямина Нетаньяху. В этом качестве способствовала продолжению процесса увеличения конкурентности на рынке связи. В частности, стала возможной конкуренция на рынке международной телефонной связи с разрешением на деятельность двух конкурентов телефонной компании Безек. В связи с этим произошло серьёзное удешевление звонков за границу. Получил разрешение на деятельность третий оператор сотовой связи «Оrange». Кроме того, Лимор Ливнат предприняла шаги по привлечению на рынок телевещания компании спутникового телевидения «YES» как конкурента существовавшим компаниям кабельного телевидения и по увеличению количества транслируемых каналов.
Лимор Ливнат действовала различными способами по предотвращению закрытия Седьмого Канала радио, действовавшего пиратским способом. Во время судебного заседания по делу директора Седьмого Канала Яакова Каца тот дал показания, что получил своевременную информацию от Лимор Ливнат, полученную ею на заседании правительства, о намерении полиции провести обыск в офисах Седьмого Канала и закрыть их. Однако прокуратурой было принято решение не начинать расследование против Лимор Ливнат по этому делу.
По окончании каденции на посту министра связи Лимор Ливнат сосредоточилась главным образом на продвижении Ариэля Шарона на пост председателя движения «Ликуд».

## Деятельность на посту министра просвещения
В 2001—2006 гг. Лимор Ливнат занимала пост министра просвещения в правительствах Ариэля Шарона, а с 2003 года ещё и пост министра культуры и спорта. В должности министра просвещения Ливнат пыталась провести школьную реформу, но натолкнулась на сопротивление профсоюза учителей Израиля.
С приходом на пост министра просвещения Лимор Ливнат содействовала прекращению использования методической программы преподавания чтения на иврите «Иврит — в целом» (ивр. עברית כמכלול‎), неэффективность которой была признана в отчёте «Комиссии по преподаванию чтения».
Ливнат претворила программу по дифференцированию государственных дотаций учебным заведениям в зависимости от социоэкономического уровня семей их учащихся (программа Шошани).

## Политическая деятельность
Несмотря на то, что Ливнат поддержала план одностороннего размежевания Ариэля Шарона, она не перешла в его новую партию Кадима. Во втором правительстве Биньямина Нетаньяху (2009—2013) Лимор Ливнат заняла пост министра культуры и спорта, сохранив его и в третьем правительстве Нетаньяху (2013—2015). В декабре 2014 Лимор Ливнат сообщила, что после 22 лет парламентской и правительственной деятельности не будет баллотироваться на выборах 17 марта 2015 года в Кнессет 20 созыва.
Ливнат заявила о выходе из Ликуда. В 2023 году приняла участие в протестах против судебной реформы. «Все, чем занимается правительство и его министры, — это государственный переворот: разрушение системы правосудия, нейтрализация Верховного суда. Я родилась и всю свою жизнь была правой. У меня не будет никакой другой идеологии, кроме правой, но я больше не являюсь частью «Ликуда», - заявила Ливнат на одном из митингов против реформы .